# Primair koolstofatoom
Een primair koolstofatoom is een koolstofatoom in een organische verbinding waaraan één ander koolstofatoom gebonden is.
Ook waterstofatomen en substituenten die aan een primair koolstofatoom gebonden zijn, worden met primair aangeduid.
Primaire alkanolen kunnen via partiële oxidatie omgezet worden in carbonzuren, secundaire en tertiaire alkanolen niet.